# La Hacienda, Novi Meksiko
La Hacienda je popisom određeno mjesto u okrugu Luna u američkoj saveznoj državi Novom Meksiku. 

## Zemljopis
Zemljopisni položaj je 32°12′22″N 107°43′30″W / 32.20611°N 107.72500°W. Prema Uredu SAD-a za popis stanovništva, zauzima 3,50 km2 površine.

## Stanovništvo
Prema podatcima popisa 2010. ovdje je bilo 725 stanovnika.